# 제45회 인도 국제 영화제
제45회 인도 국제 영화제는 2014년 11월 20일에 열린 시상식이다.

## 수상 및 후보

### 작품상
- 리바이어던 - 안드레이 즈비아긴체프 수상

### 감독상
- 시인 요아브 - 나다브 라피드 수상

### 여우주연상
- Behavior - Alina Rodriguez 수상
- 시인 요아브 - 사리트 라리 수상

### 남우주연상
- 리바이어던 - 알렉세이 세레브리아코프 수상
- 어 쇼트 스토리 - 듀랄 사카르 수상

### 심사위원특별상
- 1000 루피 노트 - 시릴하리 사테 수상

### 100주년상
- 1000 루피 노트 - 시릴하리 사테 수상

### 인도 100주년 개인상
- 라지니칸트 수상

### 공로상
- 왕가위 수상

### 국제 경쟁
- 1000 루피 노트 - 시릴하리 사테
- 품행 - 에르네스토 다라나스
- 코르보 - 마티우 L. 데니스
- 피쉬 - 더비스 자임
- 제뉴인 러브 - 실자티 자코브 외 1명
- 하디 샤 - 앨리 자마니 에스마티
- 시인 요아브 - 나다브 라피드
- 리바이어던 - 안드레이 즈비아긴체프
- 미라지 - 사볼치 하이두
- 미스터 캐플란 - 알바로 브레히너
- 나밧 - 엘친 굴리예프
- 2030 - 민 뉴엔보
- 집주인 - 아딜칸 에르자노프
- 어 쇼트 스토리 - 카우시크 간굴리
- 팀북투 - 압데라만 시사코

### 세계의 영화
- 쓰리 하트 - 브누와 쟉꼬
- 앨리스 인 마리아랜드 - 지저스 마가나 바즈퀘즈
- 콜드 인 줄라이 - 짐 미클
- 컨시퀀시스 - 오잔 애식탄
- 크랙스 인 콘크리트 - 우무트 다그
- 더 디렉터스 앵스트 - 댄 울먼
- 다운 더 리버 - 아시프 루스타모프
- 허공속에 나부끼다 - 응우옌 호앙 디엡
- 얼간이들 - 유리 비코프
- 더 포갓튼 - 카를로스 볼라도
- 포 코너스 - 이안 가브리엘
- 폭스캐처 - 베넷 밀러
- 더 가즈 오브 더 워터 - 파블로 세자르
- 더 가스펠 오브 더 플레쉬 - 에두아르도 멘도자 데 에차브
- 더 가이드 - 올레스 사닌
- 끝까지 간다 - 김성훈
- 하트비트 - 안드레아 도프만
- 히포크라테스 - 토마스 릴티
- 호프 - 보리스 로즈킨
- 아이엠 낫 로레나 - 이시도라 마르라스
- 아이 앰 유어스 - 이람 하크
- 아이 원트 컴 백 - 일마르 라그
- 이다 - 파벨 포리코브스키
- 이미테이션 게임 - 모튼 틸덤
- 보야지 베르 라 메흐 - 미하일 코시르브 네스테로프
- 희생양(영어판) - 쿠툴룩 아타만
- 레터 투 더 킹 - 히샴 쟈만
- 라이프 인 어 피쉬볼 - 발트빈 조포니아손
- 흘러간 나날들 - 즈데넥 틱
- 리틀 잉글랜드 - 펜테리스 불가리스
- 로스 홍고스 - 오스카 루이즈 나비아
- 마르단 - 바틴 고바디
- 멜버른 - 니마 자비디
- 미스 줄리 - 리브 울만
- 모드리스 - 유리스 커시에티스
- 모먼트 투 마이클 잭슨 - 다코 룬구로브
- 나기마 - 잔나 이사바예바
- 더 네로우 프레임 오브 미드나잇 - 탈라 하디드
- 자연 과학 - 마티아스 루체시
- 더 포스트맨즈 화이트 나잇츠 - 안드레이 콘찰로프스키
- 퀸 앤드 컨트리 - 존 부어만
- 틈입자 - 왕 샤오슈아이
- 록산느 - 발렌틴 호테아
- 런 - 필립 라코테
- 샌드 달러스 - 로라 아멜리아 구즈만 외 1명
- 스카우팅 포 제브라 - 베누아 마리아게
- 어 세컨드 챈스 - 수잔 비에르
- 시바스 - 칸 무제시
- 선생님 일기 - 니티왓 다라톤
- 사랑에 대한 모든 것 - 제임스 마쉬
- 투데이 - 레자 미르카리미
- 트랙 143 - 나르제스 아비아르
- 트라이브 - 미로슬라브 슬라보슈비츠키
- 투리스트 - 루벤 외스틀룬드
- 투 스텝 - 알렉스 R. 존슨
- 빌라 투마 - 수하 알라프
- 더 웨이 히 룩스 - 다니엘 리베이로
- 웬 유 웨이크 업 - 리카르다스 마르친쿠스
- 화이트 모스 - 블라디미르 투마에브
- 화이트 쉐도우 - 노아즈 드쉐
- 더 원더스 - 알리체 로르와커
- 크세니아 - 파노스 H. 코트라스

### 스케치 온 스크린
- 몬스터 왕국 - 에스벤 토프트 야콥슨
- 부니 베어: 롤라 구출 대모험 - 정량 외 1명
- 더 히어로 오브 컬러 시티 - 프랭크 글래드스톤
- 마이티 라주 리오 콜링 - 라지브 칠라카
- 내 주머니 속의 돌들 - 시그네 바우만
- 구피와 바가의 세계 - 실파 라나데

### 아시아의 영혼
- 가베 - 모흐센 마흐말바프
- 조용한 영혼들 - 알렉세이 페도르첸코
- 다크 서클스 - 차이밍량
- 워즈 위드 갓 - 길예르모 아리아가 외 2명
- 램 다스, 피어스 그레이스 - 믹키 렘
- 어드벤쳐스 오브 언 아메리칸 요기 - 스티븐 뉴마크
- 열대병 - 아피찻퐁 위라세타쿤

### 페스티벌 칼레이도스코프
- 실라 - 사오다트 이스마일로바
- 백일염화 - 디아오 이난
- 블라인드 마사지 - 로예
- 찰리즈 컨트리 - 롤프 드 히어
- 5일의 마중 - 장이머우
- 옥수수 섬 - 게오르게 오바슈빌리
- 판타지아 - 왕 차오
- 필드 오브 독스 - 레흐 마예브스키
- 제로니모 - 토니 갓리프
- 황금시대 - 허안화
- 언어와의 작별 - 장 뤽 고다르
- 지미스 홀 - 켄 로치
- 심판 - 스테판 코만다례프
- 마미 - 자비에 돌란
- 디프렛 - 제레자네이 버헤인 머하리
- 파티 걸 - 마리 아마슈켈리-바르사크
- 레드 로즈 - 세피데 파르시
- 더 서치 - 미셀 하자나비시우스
- 테헤란의 낮과 밤 - 락샨 바니 에테마드
- 내일을 위한 시간 - 장 피에르 다르덴 외 1명

### 인디안 파노라마: 장편영화
- 1983 - 아브리드 샤인
- 디셈버 1 - P. 쉬샤드리
- 어 레이니 데이 - 라젠드라 탈락
- 아딤 비차르 - 사뱌사치 모하파트라
- 안콘 데키 - 라자 카푸르
- 보돈 - 아야난수 바네르지
- 어 쇼트 스토리 - 카우시크 간굴리
- 드리쉬얌 - 지투 조셉
- 더 리얼 히어로 - 샘로드히 포레이
- 1000 루피 노트 - 시릴하리 사테
- 엘리자베스 에카다시 - 파레시 모카시
- 고어 하리 다스탄: 더 프리덤 파일 - 아난스 나라얀 마하데반
- 조디 러브 딜레 나 프라네 - 아브히지트 구하 외 1명
- 킬라 더 포트 - 애비나쉬 아런
- 쿠트람 카디살 - 브라마 G.
- 로크만야 에크 유그푸러쉬 - 옴 라우트
- 워닝 - 베누
- Njaan - 랜지스
- 냔 스티브 로페즈 - 라지브 라비
- 노스 24 카삼 - 아닐 라다크리스난
- 오셀로 - 헤만타 쿠마 다스
- 푸나스차 - 소빅 미트라
- 리: 홈랜드 오브 언설튼티 - 프라디프 쿠르바
- 스와파남 - 샤지 카룬
- 틴카훈 - 바우다얀 무케르지
- 옐로우 - 마헤시 리마예

### 인디안 파노라마: 단편영화
- 어 드림 네버 다이즈 - 아네이샤 샤르마
- 언 아메리칸 인 마드라스 - 카란 발리
- 바하두르: 더 액시덴틀 브레이브 - 아디땨 세스
- 부미일 추바듀라추 - 비핀 비자이
- 캔들스 인 더 윈드 - 카비타 바흘 외 1명
- 에크 호타 카우 - 비주 고팔 마네
- 미트라 - 라비 자드하브
- 마이 파더 남걀 - 웃팔 다스
- 온 앤 오프 더 레코즈 - 프래틱 비스워즈
- 퀴사-E-파르시 - 디브야 코바스지 외 1명
- 송즈 오브 더 바즈 오브 뱅갈: 더 바울스 앤 파커스 - 모날리사 다스굽타
- 송스 오브 더 블루 힐즈 - 웃팔 볼푸자리
- 더 라스트 아듀 - 샤브남 수크데브
- 비스야 - 프라사나 폰데
- 움 오노 렌트 - 이샤니 K. 듀타

### 다큐멘터리
- 카투니스츠-풋 솔져스 오브 데모크러시 - 스테파니 발로아토
- 더 다크사이드 - 워윅 쏜톤
- 침묵의 시선 - 조슈아 오펜하이머
- 메이단 - 세르히 로즈니차
- 마이 네임 이즈 설트 - 파리다 파차
- 이 땅의 소금 - 빔 벤더스 외 1명

### 마스터스트로크
- 클라우즈 오브 실스마리아 - 올리비에 아사야스
- 디어리스트 - 진가신
- 언 아이 포 뷰티 - 데니 아르캉
- 페이스 오브 엔젤 - 마이클 윈터바텀
- 포스 오브 데스티니 - 폴 콕스
- 포린 바디 - 크지쉬토프 자누쉬
- 미스터 터너 - 마이크 리
- 님포매니악 - 라스 폰 트리에
- 일대일 - 김기덕
- 비둘기, 가지에 앉아 존재를 성찰하다 - 로이 앤더슨
- 소년, 소녀 그리고 바다 - 가와세 나오미
- 윈터 슬립 - 누리 빌게 제일란

### 회고전
- 십계 - 크지슈토프 키에슬로프스키
- TRZY - 크지슈토프 키에슬로프스키
- Honour Thy Father and Thy Mother - 크지슈토프 키에슬로프스키
- 베로니카의 이중 생활 - 크지슈토프 키에슬로프스키
- 살인에 관한 짧은 필름 - 크지슈토프 키에슬로프스키
- 세가지 색 제1편 - 블루/자유 - 크지슈토프 키에슬로프스키
- 아빠의 영화학교: 모흐센 마흐말바프 - 모흐센 마흐말바프
- 내가 여자가 된 날 - 마르지예 메쉬키니
- 칸다하르 - 모흐센 마흐말바프
- 순수의 순간 - 모흐센 마흐말바프
- 살람 시네마 - 모흐센 마흐말바프
- 섹스와 철학 - 모흐센 마흐말바프
- 고요 - 모흐센 마흐말바프
- 사랑의 시간 - 모흐센 마흐말바프
- 새는 폐곡선을 그린다 - 전수일
- 콘돌은 날아간다 - 전수일
- 히말라야, 바람이 머무는 곳 - 전수일
- 영도다리 - 전수일
- 나는 나를 파괴할 권리가 있다 - 전수일
- 핑크 - 전수일
- 개와 늑대 사이의 시간 - 전수일
- 검은 땅의 소녀와 - 전수일

### 스페셜 트리뷰트
- 영원한 순간 - 얀 트로엘

### 하미지
- 앵그리스트맨 - 필 알덴 로빈슨
- 간디 - 리차드 아텐보로
- 대부 - 프란시스 포드 코폴라
- 스모킹/노스모킹 - 알랭 레네

### 스튜던츠 패키지
- AFTER DARK - Prateek Vats
- DO RE MI FA - 샌드히야 데이지 선다람
- 완드 - 아빌라쉬 비자얀
- FIRDOUS - Tushar Digambar More
- ORDINARY TIMES - Karma Takapa
- VIVAR - Suyash R. Barve
- W:/M: - Abhishek Varma
- FAMILY - Rohan Seth 외 4명
- SONG OF THE 'OTHER' FIREFLY - Abhishek Dutta 외 4명
- SRINIVAS - Agnijita Mukherjee 외 4명
- TOM, DICK AND HARRY - Faraz Zaidi 외 다수
- WHODUNNIT - Arushi Kapoor 외 4명
- BRAMMAKANDAN - Ragavi
- CHIEE - M. Manoj Kumar
- I AM 22 - Amal Thamby
- NEA! - B. Ramesh
- ROOM NO. 20 - J.Azeer Rozar Stephen Raj
- ADHARA - 토르샤 바너지
- BADI - Sharmistha Nag
- BARRE - Mohan K. Valasala
- CRYPTID - Areum Han
- GOING HOME - Jayesh Akhargekar
- ROO - Sasha Singh

### 노스-이스트 시네마
- ABARTAN - Bhabendranath Saikia
- ADAJYA - Santwana Bordoloi
- AKASHITORAR KATHARE - 마누 보라
- GANGA CHILANIR PAKHI - Padum Barua
- MATHIA - Joseph Pulinthanath
- PHIJIGEE MANI - Oinam Gautam Singh
- SANABI - 에어밤 샤임 샤르마

### 컨트리 포커스
- 중국합화인 - 진가신
- 베이징 블루스 - 고군서
- 수색 - 천카이거
- 성탄 장미 - 양채니
- 만전천심 - 왕경
- 시절인연 - 설효로
- 대 최면술사 - 레스티 첸
- 무간지옥 - 아웃 오브 인페르노 - 옥사이드 팽 외 1명
- 침묵의 목격자 - 비행

### 프레임: 어 윈도우 온
- 다우더 - 구혜선
- 컨테이너에 갇힌 사랑 - 잠쉬드 마흐무디
- 핑거 - 라비 파루크
- 킬라 더 포트 - 애비나쉬 아런
- 잘랄의 이야기 - 아부 샤헤드 이몬
- 패턴 오브 러브 - 카르마 데키
- 리퍼싱 헤븐 - 야다브 쿠마르 바타라이
- 더 싱잉 폰드 - 인디카 페르디난도

### 클래식 회고전
- 파리의 여인 - 찰리 채플린
- 라임라이트 - 찰리 채플린
- 마지막 지하철 - 프랑수아 트뤼포
- 와일드 차일드 - 프랑수아 트뤼포

### 특별전
- AJEYO - 자누 바루아
- APAROOPA - 자누 바루아
- BANANI - 자누 바루아
- BAANDHON - 자누 바루아
- FIRINGOTI - 자누 바루아
- Halodhia Choraye Baodhan Khai - 자누 바루아
- 바다로 가는 먼길 - 자누 바루아
- 무지개 너머 어딘가 - 자누 바루아

### 셀러브레이팅 댄스: 인디안 시네마
- ALIBABA - Modhu Bose
- NARTAKI - Devaki Bose
- VASANTASENA - Ramayyar Siru
- 이미지네이션 - 우다이 샹카르
- ALBELA - Master Bhagwan
- JHANAKJHANAKPAYAL BAAJE - V. Shantaram
- AMRAPALI - Lekh Tandon
- THILLANA MOHANAMBAL - A.P. Nagarajan
- PINJARA - V. Shantaram
- HAMSA GEETHE - G.V. 아이어
- KINARA - Gulza
- SAAGARA SANGAMAM - Kasinadhuni Viswanath
- MAYURI - Singitam Srinivasa Rao
- KALIYATTAM - Jayaaraj
- 내 마음이 미쳤나봐 - 야시 초프라
- 타알 - 수바시 가이
- 마지막 춤 - 샤지 카룬
- 데브다스 - 산제이 릴라 반살리
- 내 인생의 춤 - 파멜라 룩스
- 움라오 잔 - J.P. 두타
- 사랑의 춤 - 샤르다 라마나산
- 아자 나칠레 - 아닐 메타
- 그 남자의 사랑법 - 아딧야 초프라
- 둠 3 - 비제이 크리시나 아차리아

### 빈티지
- LEKIN… - 굴자
- GANGA JUMNA - Nitin Bose
- HARE RAMA HARE KRISHNA - 데브 아난드
- CALCUTTA '71 - 므리날 센
- KODIYETTAM - 아두르 고팔라크리슈
- MANDI - 시얌 베네갈
- Surigadu - Dasari Narayana Rao
- ACHAMILLAI ACHAMILLAI - K. 블라챈더
- KONY - Saroj De

### 회고전:인도영화
- AANDHI - 굴자
- ANGOOR - 굴자
- IJAAZAT - 굴자
- KOSHISH - 굴자
- LEKIN… - 굴자
- LIBAAS - 굴자
- MAACHIS - 굴자
- MERE APNE - 굴자

### 하미지:인도영화
- 마남 - 비크람 K. 쿠마
- ITI SRIKANTA - 안잔 다스
- Moondram Pirai - Balu Mahendra
- CHASHME BADDOOR - Sai Paranjpye
- Char Diwari - Krishan Chopra
- Adajya - Santwana Bordoloi
- SAPTAPADI - Ajoy Kar
- GHATASHRADDHA - 기리쉬 카사라발리
- Kaagaz ke phool - 구루 더트
- Neecha Nagar - 체탄 아난드